# Castillo de Eván de Arriba
El Castillo de Eván de Arriba se encuentra en la población de Siete Iglesias de Trabancos, provincia de Valladolid, Castilla y León, España. En la actualidad todavía se pueden visitar los restos del castillo. En la actualidad pertenece 50% a Ayuntamiento de Siete Iglesias de Trabancos y 50% a Patrimonio Nacional.
Está próximo al Castillo de Eván de Abajo, ambos en el mismo municipio.
Está bajo la protección de la Declaración genérica del Decreto de 22 de abril de 1949, y la Ley 16/1985 sobre el Patrimonio Histórico Español.